# Vikki RPM
 (août 2017).
Si vous disposez d'ouvrages ou d'articles de référence ou si vous connaissez des sites web de qualité traitant du thème abordé ici, merci de compléter l'article en donnant les références utiles à sa vérifiabilité et en les liant à la section « Notes et références ».
Franky Kally's Mashup
Vikki RPM (initialement intitulé Formule A) est une telenovela américaine créée par Catharina Ledeboer et Rocio Lara et réalisée par William Barragan. Elle a été diffusée du 31 juillet 2017 au 20 octobre 2017 sur Nickelodeon Amérique Latine.
Les acteurs principaux qui jouent dans cette série sont Samantha Siqueros, Stefano Ollivier et Isabella Castillo, et les acteurs antagonistes principaux sont Leo Deluglio et Scarlet Gruber. La série tourne autour de Vikki (Samantha Siqueros), une adolescente de 18 ans qui rêve de devenir pilote de Formule 1.
En France, la série est diffusée depuis le 25 mars 2018 sur Nickelodeon Teen juste après les Kids' Choice Awards 2018.

## Synopsis
Il s'agit d'une nouvelle adaptation de l'histoire de Roméo et Juliette. Sur le circuit Costa del Este, Max et Victoria sont concurrents mais tombent amoureux malgré la rivalité qui règne entre leurs deux familles. Max est un homme sérieux et méthodique, tandis que Victoria est impulsive et espiègle. Elle rêve de devenir pilote de formule 1. Sur la piste, ils sont rivaux, mais en dehors ils sont inséparables. La course automobile est un sport risqué mais plus risqué est de tomber amoureux de la concurrence...

### Fiche technique
- Titre français et original : Vikki RPM
- Création : Catharina Ledeboer, Rocio Lara
- Réalisation : William Barragán
- Scénario : Catharina Ledeboer, Rocío Lara, Juan David Cobos, David Mascareño
- Costumes : Alejandra Hoyos
- Photographie : John Tarver, Eduardo Dàvilla « Cachorro », Fernando Reyes
- Montage : José Cano, Sebastian Elizondo, Juan Carlos Estupinan, Francisco García, José Otero, Jacobo Parès, Sebastián Méndez
- Musique : 
  - Générique : Juntos interprété par Isabella Castillo
- Production : Tatiana Rodríguez, Mary Black-Suárez ;  María Alejandra Mavares (supervision)
- Sociétés de production : Somos Productions, Nickelodeon Productions
- Sociétés de distribution : Nickelodeon Internationale
- Pays d'origine :  États-Unis
- Langue originale : Espagnol
- Format : Couleur -  480i - HDTV 1080i -  son stéréo
- Genre : telenovela, drame
- Nombre d'épisodes : 60 (1saison)
- Durée : 40 minutes
- Classification : Tout public

## Distribution

### Acteurs principaux
- Samantha Siqueiros : Victoria « Vikki » Franco
- Stefano Ollivier : Max Legrand
- Isabella Castillo : Roxana « Rox » Cruz
- Leo Deluglio : Iker Borges
- Scarlet Gruber : Kira Rivera
- Gabriel Tarantini : Fede Toledo
- Angela Rincón : Penny
- Angelo Valotia : Oliver
- Vanessa Blandón : Emily Santos
- Saúl Lisazo : Turbo Bonetti

### Acteurs récurrents
- Paulo Quevedo : Didier Legrand
- Tatiana Rodríguez : Chloé Legrand
- Nicolás Maglione : Rémi Legrand
- Yul Bürkle : Graco Rivera
- Ana Karina Manco : Jacqueline Rivera
- Daniela Knight : Stacey Santos
- Samuel Sadovnik : Billy Santos
- Jose Galindo : le Professeur général

### Invités
- Maite Embil : Romina Bonetti
- Andrés Mercado : Matías Ocampo
- María Gabriela de Faría : Francesca Ortíz
- Lili Renteria : Miss Maggie
- Emilia Niedzielak : Patricia Rochester
- Isaías Barbosa : Rodrigo Altair Cruz
- Caeli : elle-même
- Jakub Strach : Gabby, ami de Rox
- Janusz Wituch : Fenàndo Garreti, présentateur sportif
- Andres Yesente Rumerro : Hèctor, élève dans le lycée de Vikki
- Sol Rodríguez : Mara, pom pom girl
- Anna Ułas : Yolanda Villanueva Barerra

## Production

### Développement
Tatiana Rodríguez, vice-présidente senior de Nickelodeon Group Americas a déclaré lors de la NATPE 2017 que « Nickelodeon a toujours fait preuve d'innovation dans son contenu dans différents secteurs du genres et arguments dans leur série jeunesse [...] Formule un est une histoire sans précédent qui raconte l'histoire de deux pilotes charismatiques et courageux de karting qui vivent leur vie à la limite. Sans aucun doute, l'intrigue et l'esthétique de la série offrira un nouveau regard sur ce genre et captiver notre public en Amérique latine »[réf. nécessaire].

### Casting
Le 14 janvier 2017 Leo Deglulio a annoncé qu'il serait l'un des protagonistes[réf. nécessaire]. Le 6 avril 2017 est annoncé que l'Argentin Saúl Lisazo ferait partie dans le casting[réf. nécessaire]. Le 24 mai 2017 on apprend que Isabella Castillo aurait un rôle dans la série[réf. nécessaire].

### Tournage
Le tournage a commencé en mars 2017 à Miami en Floride avec Viacom Studios International et a pris fin à la fin de juillet 2017.

## Univers de la série

### Personnages principaux
Victoria Franco dite Vikki : nouvelle à Costa del Este, ce qui en fait une proie potentielle pour les filles populaires à l'école. Même si elle est une adolescente et a huit ans d'expérience de conduite de karts elle n'a pas été en mesure de se plonger dans ce projet parce que Sa mère ne veut pas qu'elle s'approche de quoi que ce en rapport avec le karting, elle désire que Vikki devienne cheerleader, ce qu'elle ne veut pas être. Elle est amoureuse de Max, ils vont sortirent ensemble mais à cause de leur famille ils vont se séparer puis ils vont finir par se remettre ensemble. C'est une ennemie de Kira.
Maxi « Max » Legrand :  a le même âge que Victoria. Athlétique, beau, galant, au sourire honnête, le jeune homme est une sorte de prince charmant. Au début de la série il sort avec Kira mais il ne l'aime pas, il va ensuite sortir avec Vikki.
Roxana Cruz dite « Rox » : travaille sur la piste et est une apprentie mécanicienne. Son plus grand désir est d'être avec Iker pour toujours, mais il ne se retourne même pas pour la regarder. Après avoir rencontré Victoria et Turbo, Rox va bientôt devenir l'une des deux meilleurs amis de Victoria qui partage sa passion pour les voitures. Elle va finir par sortir avec Iker mais elle va le quitter après avoir appris qu'il a fait du mal à ses amis (Vikki et Max). Elle va Ensuite lui pardonner mais ils vont juste rester amis.
Iker Borges : a le même âge que Max et Victoria. Bien que séduisant et l'un des meilleurs pilotes de Kart, il a une certaine arrogance que beaucoup ne peuvent supporter. Au début il déteste Vikki parce qu'elle l'a battu à la course donc il va s'allier avec Kira pour lui faire du mal ainsi qu'à Max qui est son concurrent no 1, mais il va devenir ami avec Vikki et voudra arrêter de lui faire du mal mais Kira va le menacer donc il continuera à contre-cœur. Il va sortir avec Rox mais elle va le quitter quand elle va découvrir tout ce qu'il a fait à Max et Vikki. 
Kira Rivera : capitaine de l'équipe de cheerleaders du lycée, elle a le même âge de Victoria et gère déjà parfaitement l'art de la manipulation et de l'intrigue héritées de son père, Graco Rivera. Elle est amoureuse de Max mais lui il l'est de Vikki ce qui va pousser Kira à détester Vikki qu'elle va surnommer « le sale tas de ferrailles ». Elle fera tout pour faire du mal à Vikki.
Federico Toledo dit « Fede » : meilleur ami de Max. Il est sarcastique, fidèle, drôle et un peu téméraire. Il est un grand fan des réseaux sociaux et va devenir peu à peu, sans le savoir un blogueur reconnu. Pendant les courses, il est responsable du tournage et du téléchargement sur réseau de toutes les réalisations de son grand ami Max. Il est amoureux d'Emily et il va sortir avec elle jusqu'à ce qu'il découvre qu'elle est la personne qui lui a fait perdre beaucoup d'abonnés mais il va lui pardonner et ils vont rester ensemble jusqu'à la fin de la série.
Pénélope Damasco dite « Penny » : meilleure et unique amie de Kira elle est aussi complice de tout ses maux mais elle va se rendre compte du mal que Kira fait à tout le monde et elle va arrêter de l'aider. Elle va finir par tomber sous le charme d'Olivier et ils vont sortirent ensemble à la fin de la série.
Oliver : fils du propriétaire  du Pit et il y travaille c'est aussi le meilleur ami de Rox. Il est amoureux de Penny mais elle ne l'est pas donc il va tout faire pour la conquérir mais ça ne sera pas facile elle va finir par succomber et ils vont sortirent ensemble.
Emily Marguerite Santos :  meilleure amie de Vikki. Elle est amoureuse de Fede et ils vont sortirent ensemble mais il va la quitté parce qu'elle est "Marguerite et le porcelet" un compte qu'elle a créé sur les réseaux sociaux pour pouvoir humilier Kira parce que celle-ci lui vole ses devoirs mais en voulant complimenter Fede, elle va lui faire perdre des abonnés... 
Théo Bonetti dit « Turbo » :  grand-père de Vikki et ancien pilote de karts. Tout le monde pense qu'il est le coupable de l'accident qu'a eu Eddie Legrand (le grand-père de Max et Rémy) ce qui rend la relation entre Max et Vikki impossible.

### Personnages récurrents
Didier Legrand :  père de Max et de Rémy, il ne veut pas que Vikki et Max sortent ensemble car il pense que Turbo Bonetti est le responsable de l'accident de son père: Eddie Legrand.
Chloé Legrand :  mère de Max et de Rémy.
Rémy Legrand :  petit frère de Max et le meilleur ami de Billy et Stacey. Il veut devenir un « héros du réseau ».
Graco Rivera :  père de Kira, il est mauvais, méchant, suspect et c'est le véritable coupable de l'accident d'Eddie Legrand mais il aime sa fille et son épouse.
Jaqueline Riviera :  mère de Kira et épouse de Graco, elle est aussi sa complice dans l'accident d'Eddie Legrand.
Stacey Santos :  petite sœur d'Emily et la sœur jumelle de Billy. Tout au long de la série elle va essayer de devenir un « héros du réseau ».
Billy Santos :  petit frère d'Emily et le frère jumeau de Stacey, il est un génie de l'informatique et des nouvelles technologies avec ses connaissances du cyberespace. Il va essayer d'aider à découvrir qui est le mystérieux pilote. Il veut aussi devenir un « héros du réseau ».
Yolanda Damasco : maman de Penny, elle travaille au même hôpital que Romina.

### Invités et participations spéciales
Romina Bonetti :  mère de Vikki, elle est réticente à l'idée que Vikki fasse du karting à cause d'un accident que Vikki a eu quand elle était petite à cause d'un garçon appelé Mathias Ocampo. Elle travaille à l'hôpital.
Mathias Ocampo : meilleur ami de Vikki et un pilote de kart. Il est amoureux de Vikki et c'est un ennemi de Max.
Francesca Ortíz : l'une des meilleures amies de Vikki et une pilote de kart.'’Elle est aussi sorti avec Mathias puis a rompu avec lui en apprenant qu’il aime Vikki.
Caeli :   blogueuse et amie de Fede.
Miss Maggie : directrice du lycée Eliseo Fernadez dit Cheyo, elle est aussi la fondatrice des "héros du réseau".
Patricia Rochester : présidente du groupe Rochester, elle est le sponsor de Vikki.
Gabby : ami de Rox dont il est amoureux.

## Épisodes
| Saison | Saison | Épisodes | Épisodes          | Argentine       | Argentine         | Brésil            | Brésil          | France                                      | France        |
| Saison | Saison | Épisodes | Épisodes          | Début de saison | Fin de saison     | Début de saison   | Fin de saison   | Début de saison                             | Fin de saison |
| ------ | ------ | -------- | ----------------- | --------------- | ----------------- | ----------------- | --------------- | ------------------------------------------- | ------------- |
|        | 1      | 60       | 35                | 31 juillet 2017 | 15 septembre 2017 | 18 septembre 2017 | 3 novembre 2017 | 25 mars 2018 (avant-première) 23 avril 2018 | 15 juin 2018  |
| 25     | 1      | 60       | 18 septembre 2017 | 20 octobre 2017 | 6 novembre 2017   | 8 décembre 2017   | 1er avril 2019  | 3 mai 2019                                  |               |

### Épisodes
En France, la première saison a été  diffusée à partir du 23 avril 2018 sur Nickelodeon Teen à 18h05, avec une avant-première  pour le premier épisode le 25 mars 2018 après les Kids' Choice Awards 2018.
| №  | #  | Titre français                      | Titre original                   | Première diffusion            | Première diffusion |
| -- | -- | ----------------------------------- | -------------------------------- | ----------------------------- | ------------------ |
| 1  | 1  | Le Kart 299                         | El Kart 299                      | 25 mars 2018 (avant-première) | 31 juillet 2017    |
| 1  | 1  | Le Kart 299                         | El Kart 299                      | 23 avril 2018                 | 31 juillet 2017    |
| 2  | 2  | Le Pilote mystérieux                | El Piloto Misterioso             | 24 avril 2018                 | 1er août 2017      |
| 3  | 3  | Le Pilote mystérieux                | El Piloto Misterioso             | 25 avril 2018                 | 2 août 2017        |
| 4  | 4  | Victoria, un pilote dangereux       | Victoria Un Piloto Peligroso     | 26 avril 2018                 | 3 août 2017        |
| 5  | 5  | Sale tas de ferraille               | Chica Chatarra                   | 27 avril 2018                 | 4 août 2017        |
| 6  | 6  | Le Super-héros de la Costa del Este | El Super Heroe de costa del este | 30 avril 2018                 | 7 août 2017        |
| 7  | 7  | Le Trophée d'Iker                   | El trofeo de Iker                | 1er mai 2018                  | 8 août 2017        |
| 8  | 8  | La Fausse Signature                 | El castigo de Max                | 2 mai 2018                    | 9 août 2017        |
| 9  | 9  | La Punition de Max                  | La fiesta de Rox                 | 3 mai 2018                    | 10 août 2017       |
| 10 | 10 | Legrand                             | Legrand                          | 4 mai 2018                    | 11 août 2017       |
| 11 | 11 | Turbo contre Max                    | Turbo vs Max                     | 7 mai 2018                    | 14 août 2017       |
| 12 | 12 | Bonetti entre les mains de Victoria | El mundo mágico de Kira          | 8 mai 2018                    | 15 août 2017       |
| 13 | 13 | Permis de conduire                  | Licencia de conducir             | 9 mai 2018                    | 16 août 2017       |
| 14 | 14 | Le Kartosaure                       | Licencia de conducir             | 10 mai 2018                   | 17 août 2017       |
| 15 | 15 | Contre la montre                    | Tiempo en contra                 | 11 mai 2018                   | 18 août 2017       |
| 16 | 16 | Dîner avec Max                      | Contra el tiempo                 | 14 mai 2018                   | 21 août 2017       |
| 17 | 17 | L'Ours                              | Amor, Mentiras, y Resfriados     | 15 mai 2018                   | 22 août 2017       |
| 18 | 18 | Les Voitures folles                 | El Oso                           | 16 mai 2018                   | 23 août 2017       |
| 19 | 19 | Les Excuses                         | Novios                           | 17 mai 2018                   | 24 août 2017       |
| 20 | 20 | À la recherche de Max               | Buscando a Max                   | 18 mai 2018                   | 25 août 2017       |
| 21 | 21 | Le Test de qualification            | Vikki escurridiza                | 28 mai 2018                   | 28 août 2017       |
| 22 | 22 | Le Baiser du champion               | El principio del fin             | 29 mai 2018                   | 29 août 2017       |
| 23 | 23 | Kira à l'attaque                    | Kira al ataque                   | 30 mai 2018                   | 30 août 2017       |
| 24 | 24 | Hors piste                          | El rompimiento                   | 31 mai 2018                   | 31 août 2017       |
| 25 | 25 | Un plan pas sympa                   | Un plan pesado                   | 1er juin 2018                 | 1er septembre 2017 |
| 26 | 26 | Plus loin que jamais                | Más lejos que nunca              | 4 juin 2018                   | 4 septembre 2017   |
| 27 | 27 | Drapeau rouge                       | Bandera Roja                     | 5 juin 2018                   | 5 septembre 2017   |
| 28 | 28 | Le Test décisif                     | La prueba decisiva               | 6 juin 2018                   | 6 septembre 2017   |
| 29 | 29 | Exposition                          | Exposición                       | 7 juin 2018                   | 7 septembre 2017   |
| 30 | 30 | Si loin mais... si proche           | Tan lejos pero...tan cerca       | 8 juin 2018                   | 8 septembre 2017   |
| 31 | 31 | Soleil, Mer et Caoutchouc           | Sol, Mar y Caucho                | 11 juin 2018                  | 11 septembre 2017  |
| 32 | 32 | Communication interrompue           | Comunicación Intercortada        | 12 juin 2018                  | 12 septembre 2017  |
| 33 | 33 | Photo finale                        | Final de fotografía              | 13 juin 2018                  | 13 septembre 2017  |
| 34 | 34 | Iker et la Varicelle                | Iker y la Varicela               | 14 juin 2018                  | 14 septembre 2017  |
| 35 | 35 | Secrets révélés                     | Secretos Revelados               | 15 juin 2018                  | 15 septembre 2017  |
| 36 | 36 | Max est en retard                   | Max llega tarde                  | 1er avril 2019                | 18 septembre 2017  |
| 37 | 37 | Francesca ?                         | ¡¿Francesca?!                    | 2 avril 2019                  | 19 septembre 2017  |
| 38 | 38 | Le Parrainage                       | El Patrocinio                    | 3 avril 2019                  | 20 septembre 2017  |
| 39 | 39 | Marguerite et le Porcelet           | @Margaritaparalchancho           | 4 avril 2019                  | 21 septembre 2017  |
| 40 | 40 | Matías à découvert                  | Matías al descubierto            | 5 avril 2019                  | 22 septembre 2017  |
| 41 | 41 | Le Complot                          | Complot                          | 8 avril 2019                  | 25 septembre 2017  |
| 42 | 42 | À nouveau ensemble                  | ¿Novios otra vez?                | 9 avril 2019                  | 26 septembre 2017  |
| 43 | 43 | Une punition planifiée              | Castigo Planeado                 | 10 avril 2019                 | 27 septembre 2017  |
| 44 | 44 | Un rendez-vous secret               | Cita a escondidas                | 11 avril 2019                 | 28 septembre 2017  |
| 45 | 45 | Une étincelle                       | Una Chispa                       | 12 avril 2019                 | 29 septembre 2017  |
| 46 | 46 | Adieu food truck                    | Adíos,El Food Truck              | 15 avril 2019                 | 2 octobre 2017     |
| 47 | 47 | Tous unis pour le food truck        | Unidos por el Food Truck         | 16 avril 2019                 | 3 octobre 2017     |
| 48 | 48 | La Pilote mystérieuse               | La piloto misteriosa             | 17 avril 2019                 | 4 octobre 2017     |
| 49 | 49 | Une peluche pour Kira               | Plan de peluche                  | 18 avril 2019                 | 5 octobre 2017     |
| 50 | 50 | La Réouverture d’El Pit             | El nuevo viejo Pit               | 19 avril 2019                 | 6 octobre 2017     |
| 51 | 51 | Bientôt le voyage                   | La despedida de Max              | 22 avril 2019                 | 9 octobre 2017     |
| 52 | 52 | Soirée de départ                    | Vikki y Max descubiertos         | 23 avril 2019                 | 10 octobre 2017    |
| 53 | 53 | Au revoir                           | Despedida                        | 24 avril 2019                 | 11 octobre 2017    |
| 54 | 54 | Mon premier jour sans Max           | Mi primer día sin Max            | 25 avril 2019                 | 12 octobre 2017    |
| 55 | 55 | Pour ma mère                        | Para mi mamá                     | 26 avril 2019                 | 13 octobre 2017    |
| 56 | 56 | Ni cauchemar ni rêve                | Ni pesadilla ni sueño            | 29 avril 2019                 | 16 octobre 2017    |
| 57 | 57 | Le passé est le passé               | Lo pasado, pasado                | 30 avril 2019                 | 17 octobre 2017    |
| 58 | 58 | La Cachette                         | El Escondite                     | 1er mai 2019                  | 18 octobre 2017    |
| 59 | 59 | Vikki abandonne le championnat      | Vikki abandona el campeonato     | 2 mai 2019                    | 19 octobre 2017    |
| 60 | 60 | Le Triomphe de l’amour              | Triunfa el amor                  | 3 mai 2019                    | 20 octobre 2017    |

## Discographie
| Track listing | Track listing     | Track listing     | Track listing | Track listing | Track listing | Track listing | Track listing | Track listing | Track listing |
| No            | Titre             | Interprète        | Durée         |               |               |               |               |               |               |
| ------------- | ----------------- | ----------------- | ------------- | ------------- | ------------- | ------------- | ------------- | ------------- | ------------- |
| 1.            | Juntos            | Isabella Castillo | 2:05          |               |               |               |               |               |               |
| 2.            | Buscaré la Manera | Isabella Castillo | 2:11          |               |               |               |               |               |               |
| 3.            | Sin Condición     | Leo Deluglio      | 2:04          |               |               |               |               |               |               |
| 6:18          |                   |                   |               |               |               |               |               |               |               |

## Accueil

### Distinctions

#### Récompenses
- Kids' Choice Awards Argentine 2017 :
  - Trophée Nickelodeon pour Isabella Castillo et Leo Deluglio
  - Série web préférée pour  Mecanickando

#### Nominations
- Kids' Choice Awards Colombie 2017 : Fille  à la mode pour  Scarlet Gruber
- Kids' Choice Awards Argentine 2017 :
  - Série ou programme préféré
  - Méchant favori pour Scarlet Gruber
  - Trophée Nickelodeon pour Scarlet Gruber et Stéfano Olliver
  - Série web préférée pour  La Velocidad de la Luz